# 西科尔斯基 (环形山)
西科尔斯基环形山(Sikorsky)是位于月球背面南半部一座古老的大撞击坑，约形成于39.2-38.5亿年前的酒海纪，其名称取自俄裔美籍航空先驱，著名飞机和直升机设计师伊戈尔·伊万诺维奇·西科尔斯基(1889年－1972年)，1979年被国际天文学联合会批准接受。

## 描述
该环形山位于从地球上看不到的月球东南侧边沿后。西北靠近小陨石坑莫尔顿环形山、西南毗邻韦克斯勒环形山、东南方则坐落了被广袤平原包围着的薛定谔环形山。该陨坑中心月面坐标为65°53′S 103°39′E / 65.89°S 103.65°E，直径97.67公里，深度约2.85公里。
1967年月球轨道器4号拍摄了这一地区的高清照片，在西科斯基环形山中间发现了一条贯穿其中长达310公里的切沟。因该线状特征正对着向薛定谔环形山，并因此被命名为薛定谔月谷。
西科尔斯基环形山本身已严重侵蚀，其边缘也已磨损，其中东北侧几乎已完全损毁，而西侧被一座较小但更古老的陨石坑所环绕，除薛定谔月谷外，还有一条较小的裂隙从东南方切入到陨坑的东侧边缘，沿环形山的东、东北和西北边沿分布着一些较小的陨石坑。
西科尔斯基环形山被薛定谔月谷一分为二，坑内地表相对平坦而无特色，稀疏地点缀着少量更小的陨坑；在靠近中心点附近，是一座外形几乎呈完美碗状的卫星陨石坑-"西科尔斯基Q环形山"，它从西侧插入到薛定谔月谷中。

## 卫星陨石坑
按惯例，通过在最靠近西科尔斯基环形山的卫星陨坑中心点旁放置字母，以在月图上标示它们。
| 西科尔斯基环形山 | 月面坐标                            | 直径, 公里 |
| ---------------- | ----------------------------------- | ---------- |
| Q                | 65°47′S 103°27′E / 65.79°S 103.45°E | 14         |

## 另请参阅
- Andersson, L. E.; Whitaker, E. A.  (PDF). NASA RP-1097. 1982  [2015-08-01]. （原始内容 (PDF)存档于2014-10-06）.
- Blue, Jennifer. . USGS. July 25, 2007  [2015-03-19]. （原始内容存档于2013-12-05）.
- Bussey, B.; Spudis, P. . New York: Cambridge University Press. 2004. ISBN 978-0-521-81528-4.
- Cocks, Elijah E.; Cocks, Josiah C. . Tudor Publishers. 1995. ISBN 978-0-936389-27-1.
- McDowell, Jonathan. . Jonathan's Space Report. July 15, 2007  [2007-10-24]. （原始内容存档于2015-01-12）.
- Menzel, D. H.; Minnaert, M.; Levin, B.; Dollfus, A.; Bell, B. . Space Science Reviews. 1971, 12 (2): 136–186. Bibcode:1971SSRv...12..136M. doi:10.1007/BF00171763.
- Moore, Patrick. . Sterling Publishing Co. 2001. ISBN 978-0-304-35469-6.
- Price, Fred W. . Cambridge University Press. 1988. ISBN 978-0-521-33500-3.
- Rükl, Antonín. . Kalmbach Books. 1990. ISBN 978-0-913135-17-4.
- Webb, Rev. T. W.  6th revised. Dover. 1962. ISBN 978-0-486-20917-3.
- Whitaker, Ewen A. . Cambridge University Press. 2003. ISBN 978-0-521-54414-6.
- Wlasuk, Peter T. . Springer Science & Business Media. 2000. ISBN 978-1-852-33193-1.